# 特許庁

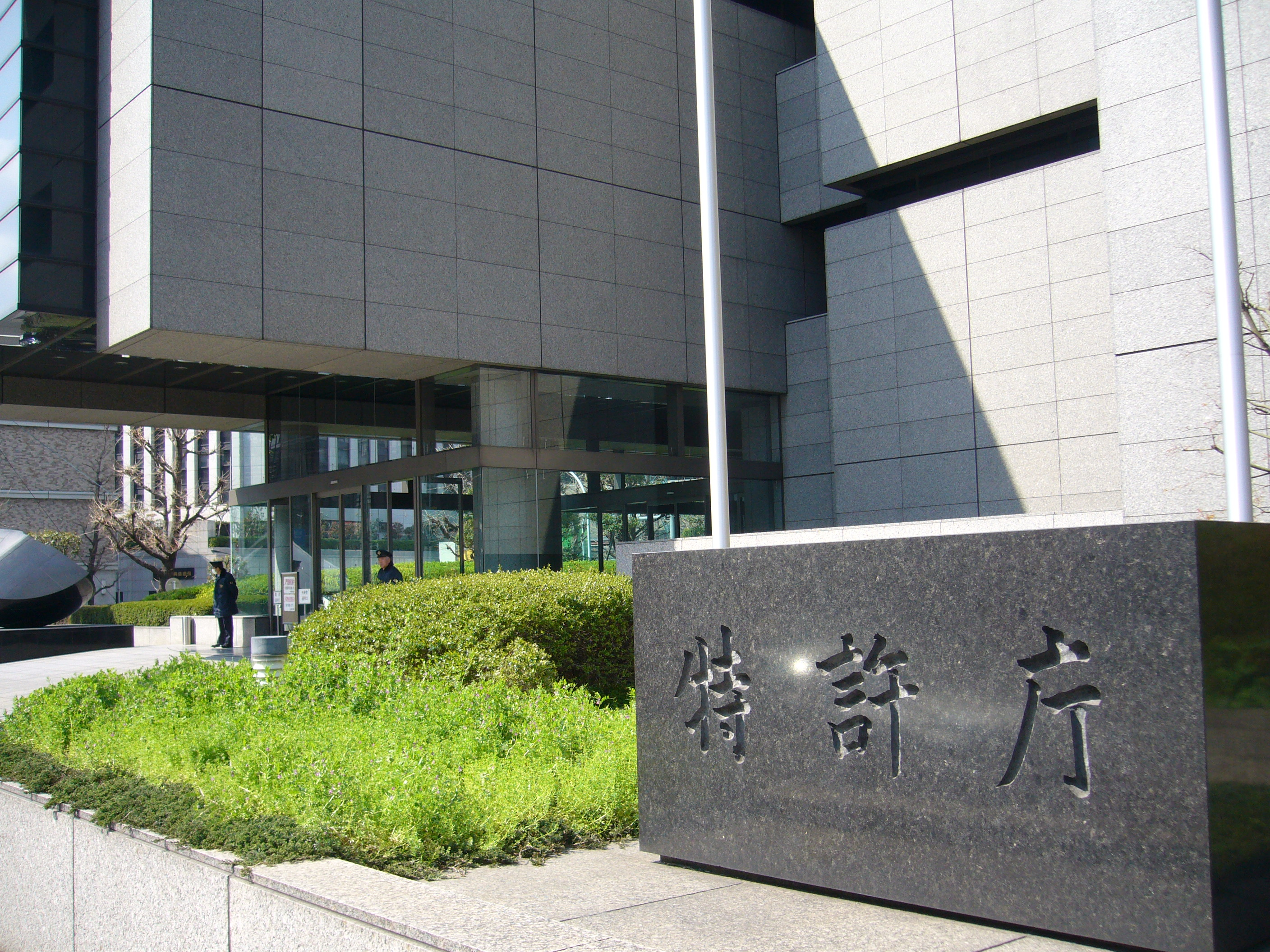
特許庁の庁舎と看板

特許庁（とっきょちょう、英: Japan Patent Office、略称: JPO）は、日本の行政機関。工業所有権関連の事務を所管する経済産業省の外局である。
発明、実用新案、意匠及び商標に関する事務を行うことを通じて、経済及び産業の発展を図ることを任務とする（経済産業省設置法22条）。

## 概要
任務達成のため、経済産業省設置法により以下に関する事務をつかさどると規定されている（23条。
- 工業所有権に関する出願書類の方式審査
- 工業所有権の登録
- 工業所有権に関する審査、審判
- 指導その他の工業所有権の保護及び利用に関する事務
- 民間における技術の開発に係る環境の整備（4条1項7号）
- 弁理士に関すること（4条1項56号）
- 所掌事務に係る国際協力に関すること（4条1項58号）

アジア地域を中心に、開発途上国への法整備支援として、知的財産権法に関する制度整備及び運用体制強化のための支援活動を展開している。開発途上国における投資環境整備の一環であり、独立行政法人国際協力機構（JICA）や世界知的所有権機関（WIPO）ジャパン・トラスト・ファンド等の枠組みが利用されている。

## 沿革
- 1884年（明治17年）6月9日 - 商標条例の公布に伴い、農商務省工務局に商標登録所を設置。高橋是清が初代所長に就任。
- 1885年（明治18年）3月21日 - 専売特許条例の公布に伴い、農商務省工務局に専売特許所を設置。高橋是清が初代所長を兼任。
- 1886年（明治19年）3月1日 - 商標登録所と専売特許所を統合し、内局の専売特許局となる。
- 1887年（明治20年）12月27日 - 外局となり、特許局に名称変更。
- 1890年（明治23年）6月21日 - 農商務省の内局となる。
- 1903年（明治36年）12月5日 - 農商務省の外局となる。
- 1925年（大正14年）4月1日 - 農商務省の分割に伴い、商工省の外局となる。
- 1936年（昭和9年）8月27日 - 現在地（当時の町名は東京市麹町区三年町一番地）に移転。
- 1942年（昭和17年）4月1日 - 内閣直属の機関となる。
- 1943年（昭和18年）11月1日 - 技術院に統合される。
- 1945年（昭和20年）9月5日 - 再び商工省の外局となり、標準関連業務を加えて特許標準局に改組。
- 1948年（昭和23年）8月1日 - 特許局に改組（標準関連業務は商工省の外局として新設された工業技術庁に移管）。
- 1949年（昭和24年）5月25日 - 通商産業省の設置に伴い特許局を廃止して、通商産業省の外局として、特許庁設置。
- 1989年（平成元年）6月7日 - 新庁舎（特許庁総合庁舎）竣工。
- 1990年（平成2年） - 世界初の電子出願システムを導入[7]。
- 1995年（平成7年）- 産業財産権制度創設110周年を記念し、産業財産権制度シンボルマーク（愛称・パテ丸くん）を制定[8]。
- 1999年（平成11年）3月31日 - 特許電子図書館 (IPDL) 開設（現 特許情報プラットフォーム）。
- 2001年（平成13年）
  - 1月6日 - 中央省庁再編に伴い、経済産業省の外局となる。
  - 4月1日 - 工業所有権総合情報館（現工業所有権情報・研修館）が、独立行政法人として分離独立。
- 2010年（平成22年）12月 - 特許庁ロゴマークを作成[9]。
- 2012年（平成24年）1月24日 - 基幹系システムのリニューアル計画の中断が妥当との技術検証報告書を発表[10][11]。
- 2013年（平成25年）
  - 3月15日 - システムリニューアルの新計画を公開[12]。
  - 9月 - 東芝ソリューションとアクセンチュアが、基幹系システム開発中断の責任を取り、開発費全額に利子を加えた約56億円を返納[13]。

## 組織
特許庁の内部組織は一般的には、法律の経済産業省設置法、政令の経済産業省組織令及び省令の経済産業省組織規則が階層的に規定している。

### 長官及び特別な職
- 特許庁長官（経済産業省設置法（以下「法」）21条）
- 特許技監（経済産業省組織令（以下「令」）134条1項）
職務について、命を受けて、工業所有権に関する審査及び審判に関する事務のうち技術に関する重要事項を総括整理する（2項）と規定されており、全面的に長官を補佐する次長とは厳密には異なるが、庁内ナンバー2である。

### 内部部局
特許庁が所掌する事務のうち、商標の審査は審査業務部、意匠の審査は審査第一部で行われており、特許の審査及び実用新案の技術評価書の作成は技術分野に応じて審査第一部〜審査第四部で行われている。審判部では審査に対する不服の審理などが行われている。また、方式審査及び登録などは審査業務部、その他の事務は総務部で行われている。
- 総務部（令135条）
  - 秘書課（規305条）
    - 調査官（1人）
    - 弁理士業務監理官（1人）（経済産業省組織規則（以下「規」）328条1項）

  - 総務課（規305条）
    - 制度審議室
    - 情報技術統括室
    - 業務管理企画官（1人）（規329条1項）

  - 会計課（規305条）
    - 会計調査官（1人）
    - 厚生管理官（1人）（規330条1項）

  - 企画調査課（規305条）
  - 普及支援課（規305条）
  - 国際政策課（規305条）
    - 国際制度企画官（1人）（規331条1項）

  - 国際協力課（規305条）
  - 審査官
  - 審査官補（規325条1項）
- 審査業務部（令135条）
  - 審査業務課（規313条）
    - 方式審査室
    - 登録室（規333条1項）

  - 出願課（規313条）
    - 国際出願室
    - 国際商標出願室
    - 特許行政サービス室（規334条1項）

  - 商標課（規313条）
    - 商標審査企画官（1人）（規335条1項）

  - 審査長（商標4人）（規313条、317条）
    - 審査監理官（商標1人）（規327条1項）

  - 審査官
  - 審査官補（規325条1項）
- 審査第一部（令135条）
  - 調整課（規318条）
    - 審査推進室
    - 審査基準室（規336条1項）

  - 意匠課（規318条）
    - 意匠審査企画官（1人）（規337条1項）

  - 審査長（8人（意匠3人、特許5人））（規318条、320条の2）
    - 審査監理官（特許4人）（規327条1項）

  - 審査官
  - 審査官補（規325条1項）
- 審査第二部（令135条）
  - 審査長（7人）（規321条）
  - 審査監理官（3人）（規327条1項）
  - 審査官
  - 審査官補（規325条1項）
- 審査第三部（令135条）
  - 審査長（7人）（規322条）
  - 審査監理官（3人）（規327条1項）
  - 審査官
  - 審査官補（規325条1項）
- 審査第四部（令135条）
  - 審査長（7人）（規323条）
  - 審査監理官（2人）（規327条1項）
  - 審査官
  - 審査官補（規325条1項）
- 審判部（令135条）
  - 審判課（規324条）
    - 特許侵害業務室（規338条1項）

  - 審判長（129人）（規324条）
  - 審判官（規326条1項）
- 特許庁顧問（規346条1項）
特許庁顧問は特許庁の所掌事務のうち重要な施策に参画し、及び特定事項を処理する（2項）。必置ではなく、非常勤とされる（3項）。

### 幹部職員
2024年7月1日現在の特許庁の幹部職員は以下のとおりである。
- 特許庁長官 - 小野洋太
- 特許技監 - 安田太
- 総務部長 - 滝澤豪
- 審査業務部長 - 師田晃彦
- 審査第一部長 - 野仲松男
- 審査第二部長 - 諸岡健一
- 審査第三部長 - 北村弘樹
- 審査第四部長 - 油科壮一
- 審判部長 - 田村聖子

### 審議会等
- 工業所有権審議会（令144条1項）

このほか、経済産業省本省直下の審議会等である産業構造審議会の知的財産政策部会が特許庁と深い関連を有する。

## 所管法人
2024年4月1日現在、主管する独立行政法人に工業所有権情報・研修館（旧工業所有権総合情報館、所管：総務部秘書課）がある。かつては特許庁の内部部局であったが、2001年4月1日に独立行政法人に移行した。
2024年4月1日現在、主管する特別の法律により設立される民間法人（特別民間法人）、に、弁理士法により設立される日本弁理士会（所管：総務部秘書課）がある。
2024年4月1日現在、経済産業省が所管する特殊法人、特別の法律により設立される法人、認可法人で、特許庁主管のものはない。
2024年4月1日現在、経済産業省は、地方共同法人は所管せず、従って特許庁主管のものはない。

## 財政及び職員
経済産業省の該当の項を参照

## 庁舎
- 特許庁総合庁舎[23]
  - 所在地 - 東京都千代田区霞が関3丁目4番3号
  - 所在部署 - 下記以外の部署
- 経済産業省別館[24]
  - 所在地 - 東京都千代田区霞が関1丁目3番1号
  - 所在部署 - 審判部の一部（第34～38部門、訟務室、第8、9担当、特許侵害業務室（第3、4担当）

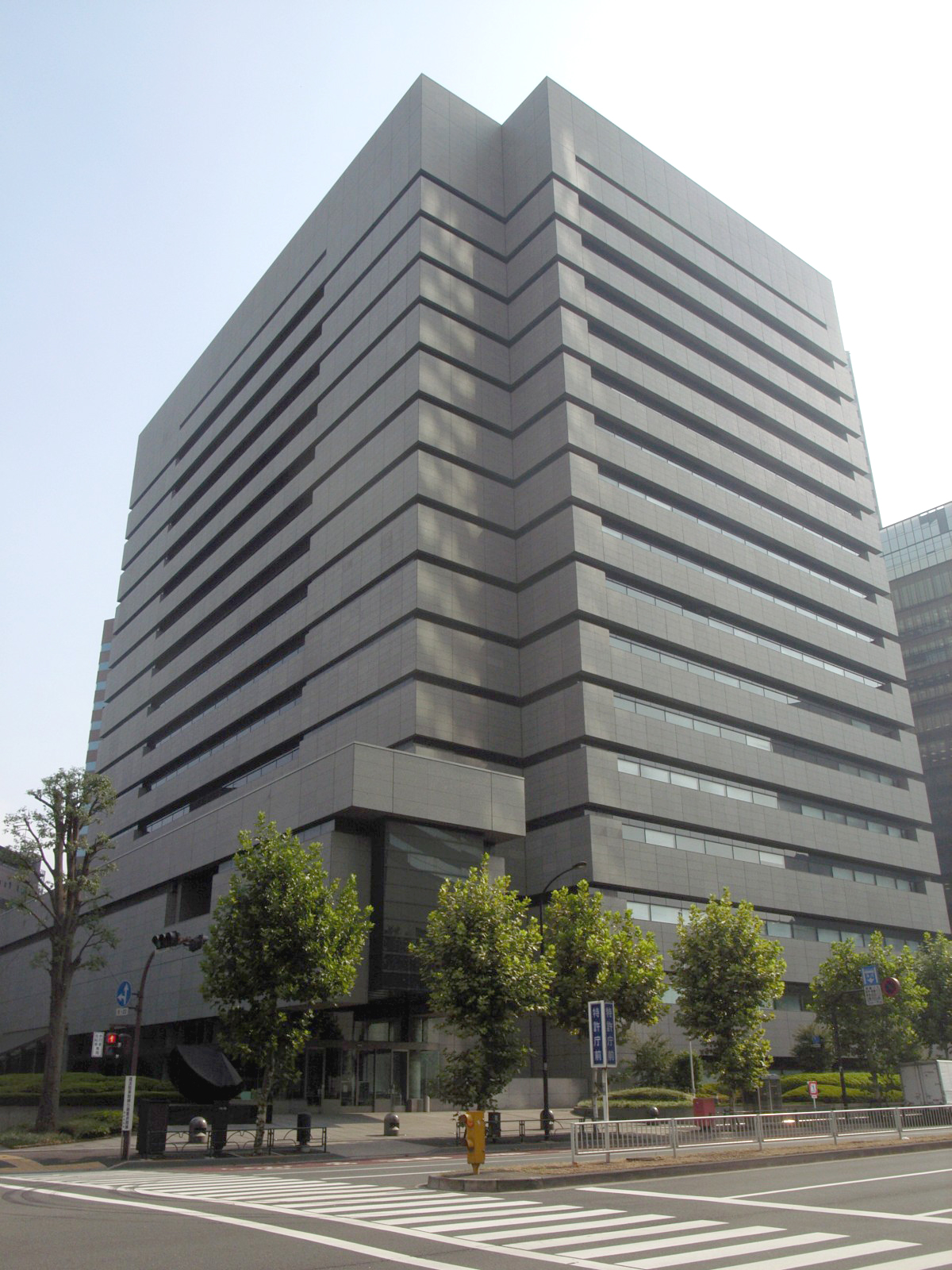
特許庁総合庁舎
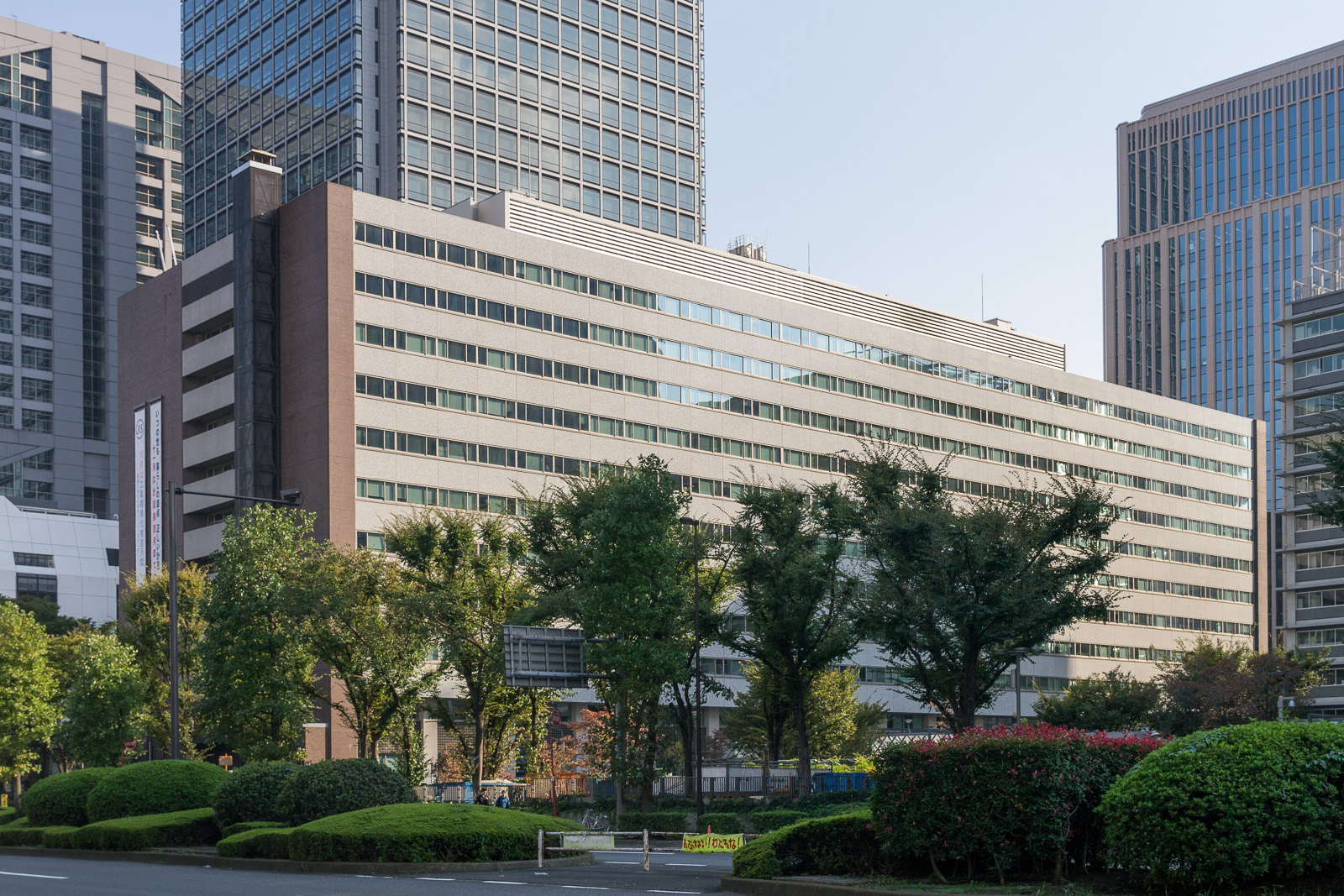
経済産業省別館

## 関連紛争や諸問題

### 不祥事
- 2006年（平成18年）7月、出願情報などを一元管理する新たな基幹系システム設計開発の入札を実施。東芝ソリューション、日立製作所、NTTデータの3社が応札し、技術点では最下位であったが、99億2500万円と予定価格の6割以下を提示した東芝ソリューションが落札した。さらに同庁は、アクセンチュアとコンサルタント契約も結んだ。しかし、2012年（平成24年）1月、計画不備で開発は中止[10][11]（2013年に新計画で再開[12]）。会計検査院は、同システム開発費用やコンサルタント料約54億5100万円の全てを会計法などに違反する「不当事項」であり、無駄な支出だったとした[25]。東芝ソリューション及びアクセンチュアは、2013年9月に費用全額に利子を加えた約56億円を返納している[13]。同システム開発事業の落札の背景として、東京地検特捜部が目を向けたのが、元経済産業大臣の二階俊博だと指摘されている[26][27][28]。
- 2010年（平成22年）6月22日、審判官が基幹系システムリニューアル事業の入札情報提供の見返りにNTTデータから200万円のタクシー券を受け取っていたことが発覚し、同NTTデータ社員と共に逮捕された[29]。